# Kay Starr

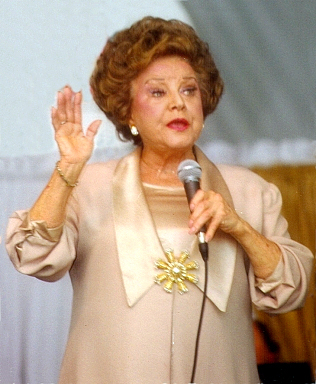
Kay Starr in 1999

Kay Starr (Dougherty, Oklahoma, 21 juli 1922 – Beverly Hills, Californië, 3 november 2016), geboren als Katherine Laverne Starks, was een Amerikaans pop- en jazzzangeres, die vooral succes had in de jaren vijftig. Haar bekendste nummers zijn Wheel of Fortune en The Rock And Roll Waltz. Starr zong ook als een van de eerste vrouwen country-and-westernnummers. In 2002 werd ze opgenomen in de Oklahoma Music Hall of Fame en in 2013 in de Memphis Music Hall of Fame. Ze was nog tot hoge leeftijd actief. De ziekte van Alzheimer maakte een einde aan haar carrière, die al op 7-jarige leeftijd begon.
Starr was zes keer getrouwd. Ze werd 94 jaar oud.
- Biblioteca Nacional de España: XX1473481
- Bibliothèque nationale de France: cb13900023s (data)
- Catàleg d'autoritats de noms i títols de Catalunya: 981058513840106706
- Gemeinsame Normdatei: 135467535
- International Standard Name Identifier: 0000 0000 8393 0297
- Library of Congress Control Number: n91072807
- Nationale Bibliotheek van Letland: 000071548
- MusicBrainz: d25d395a-3891-4243-9a05-8308ad24969d
- Nationale Bibliotheek van Israël: 987007315103905171
- Nederlandse Thesaurus van Auteursnamen: 072996226
- SNAC: w6r33c9d
- Virtual International Authority File: 71579392